# Seznam ameriških bodibilderjev
Seznam ameriških bodibilderjev.

## A
Rebekka Armstrong - Charles Atlas - Tony Atlas - 

## B
Nicole Bass - 

## C
Kim Chizevsky - Ronnie Coleman - Ann Marie Crooks - Jay Cutler - 

## D
Chris Dickerson - Dave Draper - Carla Dunlap - 

## E
Cory Everson - 

## F
Lou Ferrigno - Georgia Fudge - 

## G
Vickie Gates - Joe Gold - Junior Gotti - Billy Graham (rokoborec) - 

## H
Lee Haney - Raye Hollitt - 

## K
Iris Kyle - 

## L
Jack LaLanne - Lex Luger - 

## M
Rachel McLish - Mike Mentzer - Lenda Murray - 

## N
Kim Neilson - Colette Nelson - 

## O
Sergio Oliva - Lora Ottenad - 

## R
Brenda Raganot - Shawn Ray - Scott Rechsteiner - Steve Reeves - Mary Roberts - 

## S
Richard Sandrak - Ursula Sarcev - Arnold Schwarzenegger - Larry Scott - Charla Sedacca - Frank Sepe - 

## T
Sailor Art Thomas - 

## V
Lisa Marie Varon - Casey Viator - 

## W
DJ Wallis - Warrior (rokoborec) - Christie Wolf - 

## Z
Frank Zane - 